# Anthemis tripolitana
Anthemis tripolitana là một loài thực vật có hoa trong họ Cúc. Loài này được Boiss. & Blanche mô tả khoa học đầu tiên năm 1856.